# セキュリティシール
セキュリティシールとは、主に封止めに用いるラベルシールの一種で、開封した場合それとわかる機能をもったもののこと。開封予防シール、開封禁止シール、開封確認シール、VOIDシールなど、呼び名はさまざまである。また封印シール（ふういんシール）と呼ばれる、あきらかに開封されたことを示す機能のあるシールもあり、メーカーによっては改ざん防止シールの呼称を使用する場合もある。
封筒・ケースなどの封の部分に貼り付ける。シールを剥がすと、シールが貼られていた箇所に「開封済」「VOID」などの開封されたことを示す文字が転写される。これにより、開封して再び封をしても、一度開封されていることが明示される。

## 概要
セキュリティシールは、剥がしたことがわかるよう、「元通りに貼りなおすことができない」ことが重要とされる。
タイプとしては2種類あり、よく知られているものは剥がすと貼付面とシール自体に跡が残るものである。なかでも「開封済」の文字が残るものは、グリコ・森永事件の後にグリコが商品のセロファン包装の封止に用いたことでも知られている。
ほかに、シールに切り込みが入っていて、剥がそうとするとシールが破れてしまうことで貼り直しをできなくしたタイプ、糊が外れて貼り直せないタイプなどがある。

### 家電製品などに張られる封印シール

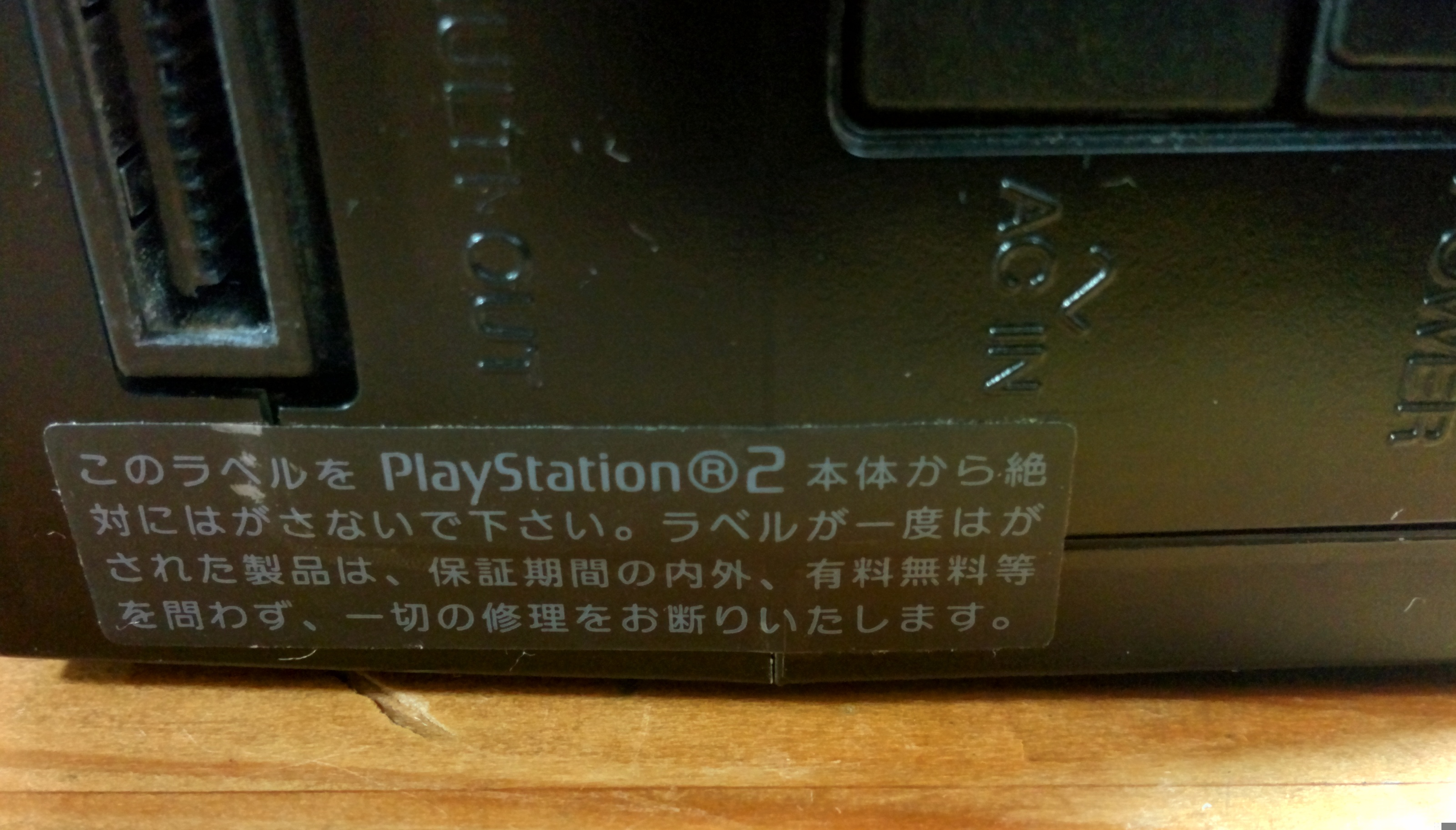
PlayStation 2に貼られた封印シール。このシールがはがされた形跡がある場合、一切の修理を拒否する旨の注意書きがある。

主にメーカー製パソコンやゲーム機などに貼られている。これをはがした場合、メーカーによるサポートを受けられなくなることがあるので注意が必要である。

## 問題点
剥がすと跡が残るタイプの場合は剥がし跡がベタつくため、CDケースなど包装ではない商品そのものに貼られていた場合、消しゴムなどを用いて残された糊と文字を取り除くことが多いが、多くの場合、きれいに取り除くことが困難である。

## 主な用途
- コンピュータソフトウェアの配布用媒体（跡が残るタイプ、破れるタイプ）
- 個人情報保護法対策として、個人情報の記録された記録用媒体、名簿など（跡が残るタイプ）
- スーパーマーケットなどの値引きシール（破れるタイプ）
- 放置自転車に貼る撤去警告ラベル（跡が残るタイプ、石川県金沢市が採用）
- 家電などのブラックボックス化された精密機器の開封ビス（跡が残るタイプ）
- 葉書に貼る個人情報保護シール（貼り直しができないタイプ）